# Gamocarpha pumila
Gamocarpha pumila är en calyceraväxtart som beskrevs av John Miers. Gamocarpha pumila ingår i släktet Gamocarpha och familjen calyceraväxter. Inga underarter finns listade i Catalogue of Life.